# بتزدورف
بتزدورف (به لوکزامبورگی: Betzder) یک شهرداری در استان گرونماخر کشور لوکزامبورگ است که ۲۶٫۰۸ کیلومترمربع مساحت دارد و جمعیت آن در سال ۲۰۰۹ میلادی ۳۰۳۰ نفر بوده‌است.